# جاكي رن
جاكي رن (بالإنجليزية: Jackie Wren)‏ هو لاعب كرة قدم بريطاني في مركز حراسة المرمى، ولد في 26 أبريل 1936 في Bonnybridge ‏ في المملكة المتحدة، وتوفي في 13 أغسطس 2020. لعب مع بيرويك راينجرز ونادي روذرهام يونايتد ونادي ستيرلينغ ألبيون ونادي هيبرنيان ونادي هيلانك.